# Karl Fricke (Pädagoge)
Karl Fricke (* 15. März 1852 in Salzgitter; † 11. Oktober 1915 in Bremen) war ein deutscher Pädagoge.

## Biografie
Fricke wuchs in Göttingen auf und besuchte dort das Gymnasium. Er studierte von 1871 bis 1875 Naturwissenschaften an der Universität Göttingen und promovierte 1875 zum Dr. rer. nat. Danach war er Hilfslehrer an einer Realschule in Malchin und Oberlehrer in Rendsburg. 1878 wurde er an die Handelsschule in Bremen berufen und zum Professor ernannt. Nach der Neuorganisation des bremischen Schulwesen unterrichtete er im naturwissenschaftlichen Bereich an der Oberrealschule in der Dechanatstraße in Bremen. Er hatte einen erheblichen Einfluss auf die Gestaltung des naturwissenschaftlichen Unterrichts in Deutschland. Sein Werk, die Biologische Heimatkunde, erschien 1909. Er war Mitglied in verschiedenen pädagogischen Kommissionen und in der Schuldeputation der Bremer Bürgerschaft.

## Schriften
- Biologische Heimatkunde in der Schule. Guthe, Bremen 1909 (Digitalisat).